# Ichneumonka
Ichneumonka (Ichneumia) – rodzaj drapieżnych ssaków z podrodziny Herpestinae w obrębie rodziny mangustowatych (Herpestidae).

## Zasięg występowania
Rodzaj obejmuje jeden żyjący współcześnie gatunek występujący w Afryce.

## Morfologia
Długość ciała (bez ogona) 47–69 cm, długość ogona 34,6–48,5 cm; masa ciała 2,9–5,2 kg. 

## Systematyka
Rodzaj zdefiniował w 1835 roku francuski zoolog Isidore Geoffroy Saint-Hilaire w publikacji swojego autorstwa dotyczącej badań teriologicznych w Muzeum Historii Naturalnej w Paryżu. Na gatunek typowy Geoffroy Saint-Hilaire wyznaczył (oznaczenie monotypowe) Herpestes albicaudus G. Cuvier, 1829 (ichneumonka białoogonowa). Jednak nazwa, którą utworzył – Lasiopus – okazała się młodszym homonimem rodzaju chrząszczy opisanego w 1833 roku, dlatego w 1837 roku utworzył dla rodzaju ssaków nową nazwę – Ichneumia.

### Etymologia
- Lasiopus: gr. λασιος lasios ‘włochaty, kudłaty’; πους pous, ποδος podos ‘stopa’[8].
- Ichneumia: gr. ιχνευμων ikhneumōn ‘tropiciel’[9].

### Podział systematyczny
Do rodzaju należy jeden występujący współcześnie gatunek: 
- Ichneumia albicauda (G. Cuvier, 1829) – ichneumonka białoogonowa

Opisano również gatunek wymarły z pliocenu dzisiejszego Maroka:
- Ichneumia nims Geraads, 1997